# Winter X Games Norvegia 2020
I Winter X Games Norvegia 2020 sono stati la nona edizione della manifestazione organizzata dalla ESPN, si sono tra l'8 e il 9 marzo 2020 ad Hafjell.

## Risultati

### Snowboard
| Evento | Evento       | Oro                  | Argento                | Bronzo                 |
| Uomini | Slopestyle   | Maxence Parrot       | Mark McMorris          | Ståle Sandbech         |
| Uomini | Big Air      | Mark McMorris        | Maxence Parrot         | Darcy Sharpe           |
| Uomini | Knuckle Huck | Marcus Kleveland     | medaglie non assegnate | medaglie non assegnate |
| Donne  | Slopestyle   | Zoi Sadowski-Synnott | Kokomo Murase          | Brooke Voigt           |
| Donne  | Big Air      | Anna Gasser          | Miyabi Onitsuka        | Laurie Blouin          |

### Freestyle
| Evento | Evento       | Oro              | Argento                | Bronzo                 |
| Uomini | Slopestyle   | Andri Ragettli   | Alexander Hall         | Fabian Bösch           |
| Uomini | Big Air      | Antoine Adelisse | Birk Ruud              | Andri Ragettli         |
| Uomini | Knuckle Huck | Alexander Hall   | medaglie non assegnate | medaglie non assegnate |
| Donne  | Slopestyle   | Maggie Voisin    | Mathilde Gremaud       | Giulia Tanno           |
| Donne  | Big Air      | Megan Oldham     | Maggie Voisin          | Johanne Killi          |

## Medagliere
| Pos.   | Paese         | Oro | Argento | Bronzo | Totale |
| ------ | ------------- | --- | ------- | ------ | ------ |
| 1      | Canada        | 2   | 2       | 3      | 8      |
| 2      | Stati Uniti   | 2   | 2       | 0      | 4      |
| 3      | Svizzera      | 1   | 1       | 3      | 5      |
| 4      | Norvegia      | 1   | 1       | 2      | 4      |
| 5      | Francia       | 1   | 0       | 0      | 1      |
| 5      | Nuova Zelanda | 1   | 0       | 0      | 1      |
| 5      | Austria       | 1   | 0       | 0      | 1      |
| 8      | Austria       | 0   | 2       | 0      | 2      |
| Totale | Totale        | 10  | 8       | 8      | 26     |